# Scotinotylus kolymensis
Scotinotylus kolymensis là một loài nhện trong họ Linyphiidae.
Loài này thuộc chi Scotinotylus. Scotinotylus kolymensis được Kirill Yuryevich Eskov & Yuri M. Marusik miêu tả năm 1994.